# Delfor del Valle
Délfor del Valle (Dolores, 1962-Buenos Aires, 1950) fue un político argentino perteneciente a la Unión Cívica Radical.

## Trayectoria

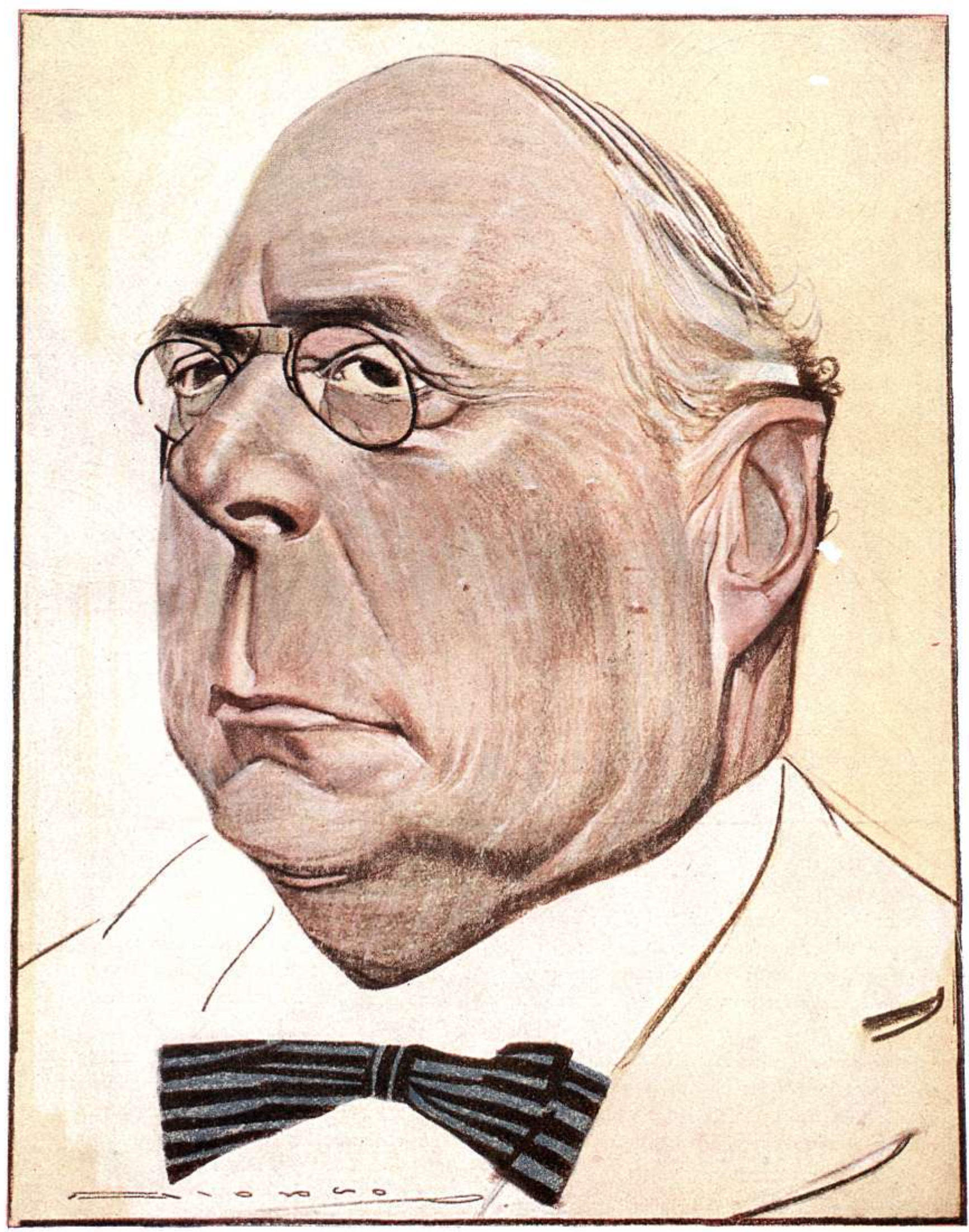
Retratado por Alonso en la revista Caras y Caretas (1917)

Nacido el 3 de agosto de1862 en Dolores, era sobrino de Aristóbulo del Valle, fundador de la Unión Cívica Radical, muy amigo y parte del grupo más cercano a Hipólito Yrigoyen y nieto del coronel Narciso del Valle, edecán de Juan Manuel de Rosas.
Combatió en las revoluciones radicales de 1893 y 1905.
En 1912 fue elegido diputado nacional por la Ciudad de Buenos Aires. Durante la primera presidencia de Hipólito Yrigoyen (1916-1922) fue director del diario La Época, órgano de la Unión Cívica Radical.
En 1922 fue elegido senador nacional por la Provincia de Buenos Aires. Falleció a los ochenta y ocho años de edad, el 4 de noviembre de 1950, en Buenos Aires.